# Santobius
Santobius is een geslacht van hooiwagens uit de familie Podoctidae.
De wetenschappelijke naam Santobius is voor het eerst geldig gepubliceerd door Roewer in 1949. Na 2009, Santobius was monotypisch (per Kury & Machado 2009).

## Soorten
Santobius omvat de volgende 4 soorten:
- Santobius annulipes (Sørensen, 1886)
- Santobius cubanus (Šilhavý, 1969)
- Santobius spinigerus (Sørensen, 1886)
- Santobius spinitarsus Roewer, 1949